# Parc régional de la Seigneurie-du-lac-Matapédia
Le Parc régional du-Lac-Matapédia est un parc régional qui s'étend dans le territoire non organisé de Lac-Matapédia, ainsi que dans les municipalités de Amqui et à Sayabec, dans la municipalité régionale de comté de La Matapédia, dans la région administrative de Bas-Saint-Laurent, en Québec, en Canada.
Ce parc est situé au cœur de la vallée de la Matapédia, à quelques minutes du centre-ville d'Amqui.

## Géographie
La période d'accès au parc de juin à novembre se fait par la route 132 à Amqui. Les visiteurs peuvent emprunter le pont Anse-Saint-Jean. Ensuite, tournez à droite sur le rang Saint-Jean-Baptiste, puis à gauche sur la route Labrie. Tourner à gauche sur la route de Soucy et continuer sur une dizaine de kilomètres.

## Activités
Les amateurs de plein air peuvent s'adonner à la randonnée ou au vélo sur les sentiers aménagés. En outre, ils peuvent pratiquer des sports nautiques sur le magnifique lac Matapédia, y compris l'observation des oiseaux et des activités de plage pendant la saison estivale.
Le parc propose huit sentiers de randonnée en accès libre: le Promontoire (1,4 km pour les débutants), le Lac Caché (1,4 km pour les débutants), Les Criques (4 km pour les débutants), le Petit Lac (4,9 km) pour les débutants), les Crêtes (3,8 km de catégorie intermédiaire), les Trois Sœurs (5,8 km, intermédiaire), l'Héronnière (6,1 km, intermédiaire) et les Rochers (6,4 km, intermédiaire). Les sentiers permettent d'admirer le panorama de la vallée de la Matapédia.
Le site Web du parc indique que le sentier des trois sœurs correspond en grande partie au sentier international des Appalaches. De plus, le retour au parking (point de départ) se fait par le sentier de la Coulée à usage partagé.

## Toponyme
La désignation toponymique "Parc régional de la Seigneurie-du-Lac-Matapédia" est liée à celle de la seigneurie de Lac-Matapédia. Le gouverneur Louis de Buade de Frontenac et l'intendant Champigny avaient concédé cette seigneurie le 26 mai 1694 à Charles-Nicolas-Joseph Damours.